# Smacafam
El smacafam es un plato típico de la cocina trentina similar a una pizza, pero con una masa más densa, y rellena de luganega. Se trata de un aperitivo vinculado al carnaval.
Es un plato que, como su nombre indica, es bastante pesado para el estómago, por lo que a menudo se sirve como aperitivo, o a veces como plato principal acompañado de una ensalada de achicorias que combina bien con el fuerte sabor de este plato.

## Etimología
El origen del término se compone de smaca (scaccia), que es «golpear con fuerza» y fam «hambre», y se refiere a la capacidad de apaciguar el apetito. Es un tipo de torta salada suave que se come caliente.

## Receta
Para elaborar este plato se necesitan harina, mantequilla, huevos, leche, manteca de cerdo, sal, pimienta y luganega fresca, un embutido trentino también llamado lucaniche, luganica, luganeghe...